# U23-Weltmeisterschaften im Rudern 2006
Die U23-Weltmeisterschaften im Rudern 2006 fanden vom 20. bis 23. Juli 2006 auf der Regattastrecke Hazewinkel in Willebroek (Mechelen) in Belgien statt.
Die Organisatoren sind sehr erfahren in der Durchführung von internationalen Ruder- und Kanuregatten. Unter anderem wurde auf der Regattastrecke Hazewinkel die Ruder-Weltmeisterschaften der nichtolympischen Bootsklassen 1980 zusammen mit den Junioren-Weltmeisterschaften 1980 durchgeführt. Zusätzlich wurden die Ruder-Weltmeisterschaften 1985 und die Junioren-Weltmeisterschaften 1997 hier ausgetragen.
Außerdem fanden auch schon die Vorgängerwettbewerb der U23-Weltmeisterschaften auf der Regattastrecke Hazewinkel statt. Der Match des Seniors 1978 und 1988 und der Nations Cup 1996.
Bei den Meisterschaften wurden 20 Wettbewerbe ausgetragen, davon zwölf für Männer und acht für Frauen.
Teilnahmeberechtigt war eine Mannschaft je Wettbewerbsklasse aus allen Mitgliedsverbänden des Weltruderverbandes. Eine Qualifikationsregatta existierte nicht.

## Ausgeschriebene Wettbewerbe
| Männer           | Frauen           |
| ---------------- | ---------------- |
| Einer            | Einer            |
| LGW-Einer        | LGW-Einer        |
| Doppelzweier     | Doppelzweier     |
| LGW-Doppelzweier | LGW-Doppelzweier |
| Doppelvierer     | Doppelvierer     |
| LGW-Doppelvierer |                  |
| Zweier ohne      | Zweier ohne      |
| LGW-Zweier ohne  |                  |
| Vierer ohne      | Vierer ohne      |
| LGW-Vierer ohne  |                  |
| Vierer mit       |                  |
| Achter           | Achter           |

## Ergebnisse
Hier sind die Medaillengewinner aus den A-Finals aufgelistet. Diese waren mit sechs Booten besetzt, die sich über Vor- und Hoffnungsläufe sowie Viertel- und Halbfinals für das Finale qualifizieren mussten. Die Streckenlänge betrug in allen Läufen 2000 Meter.

### Männer
| Bootsklasse                                   | Gold | Gold    | Silber | Silber  | Bronze | Bronze  |
| --------------------------------------------- | --- | ------- | --- | ------- | --- | ------- |
| Einer (BM1x)                                  | Deutschland Karsten Brodowski | 6:46,93 | Neuseeland Nathan Cohen | 6:50,07 | Rumänien Daniel Frateanu | 6:52,52 |
| Leichtgewichts-Einer (BLM1x)                  | Neuseeland Storm Uru | 6:55,73 | Frankreich Maxime Goisset | 6:58,84 | Türkei Mete Yeltepe | 7:00,01 |
| Doppelzweier (BM2x)                           | Belarus Dsjanis Mihal Stanislau Schtscharbatschenja                                                                               | 6:14,05 | Italien Matteo Stefanini Federico Gattinoni                                                                                              | 6:16,73 | Russland Alexander Kornilow Nikael Bikua-Mfanse | 6:19,48 |
| Leichtgewichts-Doppelzweier (BLM2x)           | Neuseeland Graham Oberlin-Brown Peter Taylor                                                                                      | 6:19,77 | Italien Marcello Miani Daniele Danesin                                                                                                   | 6:23,36 | Tschechien Jan Vetešník Ondřej Vetešník | 6:24,88 |
| Doppelvierer (BM4x)                           | Ukraine Wiktor Hrebennykow Leonid Prytula Olexander Pachomow Wolodymyr Trofymenko                                                 | 5:50,74 | Rumänien Florin Lauric Gheorghe Oros Valentin Halaicu Valentin Piticariu                                                                 | 5:51,45 | Deutschland Philipp Hosch Robert Bertram Daniel Makowski Lutz Menzel                                                                                        | 5:51,60 |
| Leichtgewichts-Doppelvierer (BLM4x)           | Deutschland Felix Reimann Jonas Schützeberg Felix Övermann Karim Djamshidi Gilani                                                 | 5:55,91 | Vereinigte Staaten Richard Klein Jonathan Winter Daniel Feldman Brian De Regt                                                            | 5:55,94 | Australien Hugh McLeod Blair Tunevitsch Matthew Bolster Darryn Purcell                                                                                      | 5:56,18 |
| Zweier ohne Steuermann (BM2-)                 | Deutschland Kristof Wilke Sebastian Schmidt                                                                                       | 6:27,84 | Serbien und Montenegro Marko Marjanović Jovan Popović                                                                                    | 6:30,16 | Vereinigtes Königreich Ben Smith Oliver Moore | 6:30,20 |
| Leichtgewichts-Zweier ohne Steuermann (BLM2-) | Vereinigtes Königreich Richard Chambers Chris Bartley                                                                             | 6:34,53 | Italien Andrea Caianiello Salvatore Di Somma                                                                                             | 6:34,99 | Südafrika Bradley Smith Andrew Craig | 6:38,02 |
| Vierer ohne Steuermann (BM4-)                 | Tschechien Jan Gruber Jakub Zof Milan Bruncvík Karel Neffe                                                                        | 5:54,69 | Griechenland Giannis Tsilis Georgios Tziallas Georgios Tsiompanidis Pavlos Gavriilidis                                                   | 5:55,68 | Deutschland Andreas Clausen Mathis Jessen Fokke Beckmann Richard Nagel                                                                                      | 5:58,72 |
| Leichtgewichts-Vierer ohne Steuermann (BLM4-) | Italien Livio La Padula Martino Goretti Michele Savrie Fabrizio Gabriele                                                          | 5:58,88 | Griechenland Evangelos Tsourtsoulas Nikolaos Gountoulas Apostolos Gountoulas Evangelos Koulourizos                                       | 6:00,60 | Deutschland Jan Winkert Johann-Sebastian Diemann Marco Weber Elia Krell                                                                                     | 6:00,82 |
| Vierer mit Steuermann (BM4+)                  | Neuseeland James Dallinger Steven Cottle Paul Gerritsen Dane Boswell Daniel Quigley (Stm.)                                        | 6:03,19 | Australien Ned Kinnear Christopher Clyne Fergus Pragnell Nicholas Andrew David McGrath (Stm.)                                            | 6:03,78 | Italien Roberto Marcatelli Federico Migliaccio Raffaele Mautone Armando Dell’Aquila Rosario Aita (Stm.)                                                     | 6:07,13 |
| Achter (BM8+)                                 | Kanada Jan Tize Brendan Robinson Max Lang Chris Aylard Robert Gibson Daniel Casaca Max Wyatt William Crothers Mark Laidlaw (Stm.) | 5:30,72 | Deutschland Jan Müller Max Bandel Daniel Holert Felix Feldhaus Andre Slavik Raimund Hörmann Thomas Protze Falk Müller Peter Puppe (Stm.) | 5:31,78 | Italien Romano Battisti Dario Cerasola Domenico Montrone Matteo Motta Simone Venier Marco Resemini Andrea Tranquilli Pierpaolo Frattini Andrea Lenzi (Stm.) | 5:32,67 |

### Frauen
| Bootsklasse                         | Gold | Gold    | Silber | Silber  | Bronze | Bronze  |
| ----------------------------------- | --- | ------- | --- | ------- | --- | ------- |
| Einer (BW1x)                        | Polen Julia Michalska | 7:27,81 | Serbien und Montenegro Iva Obradović | 7:31,62 | Schweiz Regina Naunheim | 7:36,49 |
| Leichtgewichts-Einer (BLW1x)        | Griechenland Alexandra Tsiavou | 7:38,04 | Vereinigtes Königreich Sophie Hosking | 7:40,48 | Frankreich Clemence Willaume | 7:42,33 |
| Doppelzweier (BW2x)                 | Tschechien Jitka Antošová Gabriela Vařeková | 6:53,40 | Deutschland Eva Paus Melanie Hansen | 6:57,74 | Niederlande Renske van der Gaag Katie Steenman | 7:00,20 |
| Leichtgewichts-Doppelzweier (BLW2x) | Russland Ksenija Potapowa Anna Jasykowa | 7:04,17 | Deutschland Claudia Schad Laura Tibitanzl | 7:05,82 | Polen Weronika Deresz Karolina Widun | 7:06,87 |
| Doppelvierer (BW4x)                 | Rumänien Maria Bursuc Roxana Cogianu Florina Atomulesei Ionelia Zaharia                                                                                      | 6:24,55 | Vereinigtes Königreich Kristina Stiller Louisa Reeve Francesca Jus-Burke Frances Fletcher | 6:26,32 | Deutschland Judith Aldinger Sybille Exner Kathleen Kirchhoff Michelle Fischer                                                                                   | 6:26,38 |
| Zweier ohne Steuerfrau (BW2-)       | Rumänien Camelia Lupașcu Ana Maria Ogulturk | 7:14,94 | Deutschland Kerstin Hartmann Katrin Reinert | 7:15,27 | Australien Phoebe Stanley Katelyn Gray | 7:16,76 |
| Vierer ohne Steuerfrau (BW4-)       | Australien Verena Stocker Annika Naughton Charlotte Walters Renee Kirby                                                                                      | 6:39,97 | Belarus Natallja Mihal Nadseja Belskaja Alena Makhala Kazjaryna Zhuk | 6:43,60 | Polen Magdalena Madziewicz Anna Jankowska Kinga Kantorska Monika Zdrojewska                                                                                     | 6:43,82 |
| Achter (BW8+)                       | Vereinigte Staaten Anne Kennedy Kerry Birk Megan Smith Katharine Davison Devan Darby Esther Lofgren Katherine Glessner Genevra Stone Katelin Guregian (Stf.) | 6:06,68 | Belarus Natallja Prywalawa Anastassija Fadsejenka Natallja Haurylenka Sinaida Kljutschynskaja Nina Bondarawa Alena Sacharawa Wolha Schtscharbatschenja Wolha Plaschkowa Anastassija Kazjaschowa (Stf.) | 6:08,98 | Deutschland Ariane Sennewald Berit Krüger Christina Mahler Franziska Kegebein Sandra Dalloff Anika Kniest Kathrin Thiem Silke Müller Anne-Christine Paul (Stf.) | 6:09,97 |

## Medaillenspiegel
| Platz | Land                   | Gold | Silber | Bronze | Gesamt |
| ----- | ---------------------- | ---- | ------ | ------ | ------ |
| 1     | Deutschland            | 3    | 4      | 5      | 12     |
| 2     | Neuseeland             | 3    | 1      |        | 4      |
| 3     | Rumänien               | 2    | 1      | 1      | 4      |
| 4     | Tschechien             | 2    |        | 1      | 3      |
| 5     | Italien                | 1    | 3      | 2      | 6      |
| 6     | Vereinigtes Königreich | 1    | 2      | 1      | 4      |
| 7     | Belarus                | 1    | 2      |        | 3      |
| 7     | Griechenland           | 1    | 2      |        | 3      |
| 9     | Australien             | 1    | 1      | 2      | 4      |
| 10    | Vereinigte Staaten     | 1    | 1      |        | 2      |
| 11    | Polen                  | 1    |        | 2      | 3      |
| 12    | Russland               | 1    |        | 1      | 2      |
| 13    | Kanada                 | 1    |        |        | 1      |
| 13    | Ukraine                | 1    |        |        | 1      |
| 15    | Serbien und Montenegro |      | 2      |        | 2      |
| 16    | Frankreich             |      | 1      | 1      | 2      |
| 17    | Niederlande            |      |        | 1      | 1      |
| 17    | Schweiz                |      |        | 1      | 1      |
| 17    | Südafrika              |      |        | 1      | 1      |
| 17    | Türkei                 |      |        | 1      | 1      |
| Summe | Summe                  | 20   | 20     | 20     | 60     |